# Bentleyville (Ohio)

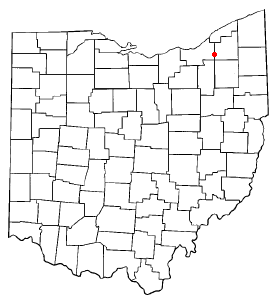
Bentleyville na planie stanu Ohio

Bentleyville – wieś w USA, w stanie Ohio, w hrabstwie Cuyahoga.
Liczba mieszkańców w 2010 roku wynosiła 864, a w roku 2012 wynosiła 863. W 2017 roku wyniosła 859 mieszkańców.